# Madridanos
Madridanos és un municipi de la província de Zamora a la comunitat autònoma de Castella i Lleó. Limita al nord amb Villalazán, al sud amb Sanzoles, a l'est amb Toro, i a l'oest amb Moraleja del Vino i Villaralbo.

## Demografia
| 1991 | 1996 | 2001 | 2004 |
| ---- | ---- | ---- | ---- |
| 602  | 582  | 545  | 534  |